# Harréville-les-Chanteurs
Harréville-les-Chanteurs è un comune francese di 282 abitanti situato nel dipartimento dell'Alta Marna nella regione del Grand Est.

## Società

### Evoluzione demografica
Abitanti censiti